# Cantón de Vaires-sur-Marne
El cantón de Vaires-sur-Marne era una división administrativa francesa, que estaba situada en el departamento de Sena y Marne y la región de Isla de Francia.

## Composición
El cantón estaba formado por dos comunas, más una fracción de otra comuna:
- Brou-sur-Chantereine
- Chelles (fracción)
- Vaires-sur-Marne

## Supresión del cantón de Vaires-sur-Marne
En aplicación del Decreto n.º 2014-186 de 18 de febrero de 2014, el cantón de Vaires-sur-Marne fue suprimido el 22 de marzo de 2015 y sus 3 comunas pasaron a formar parte; dos del nuevo cantón de Villeparisis y la fracción de comuna se unió a la otra fracción para formar el nuevo cantón de Chelles.